# Ozineus mysticus
Ozineus mysticus är en skalbaggsart som beskrevs av Bates 1863. Ozineus mysticus ingår i släktet Ozineus och familjen långhorningar. Inga underarter finns listade i Catalogue of Life.